# Sanopus reticulatus
Sanopus reticulatus é uma espécie de peixe da família Batrachoididae.
É endémica de uma estreita faixa de litoral em Yucatán, no México.